# Abderrazak Belgherbi
Abderrazak Belgherbi (ar. عبد الرزاق بلغربي; ur. 29 października 1961 w Szalifie) – algierski piłkarz grający na pozycji środkowego obrońcy. W swojej karierze rozegrał 13 meczów w reprezentacji Algierii.

## Kariera klubowa
Swoją karierę piłkarską Belgherbi rozpoczął w klubie DNC Asnam. W sezonie 1980/1981 zadebiutował w jego barwach w pierwszej lidze algierskiej. W 1981 roku przeszedł do ASM Oran i grał w nim do końca swojej kariery, czyli do 1994 roku.

## Kariera reprezentacyjna
W reprezentacji Algierii Belgherbi zadebiutował 28 czerwca 1987 roku w zremisowanym 1:1 meczu Pucharu Narodów Arabskich 1988 z Tunezją, rozegranym w Algierze. W 1988 roku powołano go do kadry na Puchar Narodów Afryki 1988. Rozegrał na nim cztery mecze: grupowe z Wybrzeżem Kości Słoniowej (1:1), z Marokiem (0:1) i z Zairem (1:0) oraz o 3. miejsce z Marokiem (1:1, k. 4:3). Z Algierią zajął 3. miejsce w tym turnieju. Od 1987 do 1989 roku rozegrał w kadrze narodowej 13 meczów.